# Grekland i olympiska vinterspelen 1964
Grekland deltog med tre deltagare vid de olympiska vinterspelen 1964 i Innsbruck. Ingen av landets deltagare erövrade någon medalj.